# 485 v. Chr.
Portal Geschichte | Portal Biografien | Aktuelle Ereignisse | Jahreskalender | Tagesartikel

◄ |
6. Jahrhundert v. Chr. |
5. Jahrhundert v. Chr. |
4. Jahrhundert v. Chr. |
►

◄ | 500er v. Chr. | 490er v. Chr. | 480er v. Chr. | 470er v. Chr. |
460er v. Chr. |
►

◄◄ | ◄ | 488 v. Chr. | 487 v. Chr. | 486 v. Chr. | 485 v. Chr. |
484 v. Chr. |
483 v. Chr. |
482 v. Chr. |
► |
►►

## Ereignisse

### Politik und Weltgeschehen

#### Griechische Kolonien

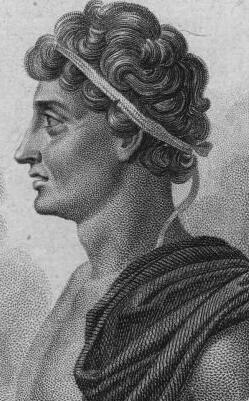
Gelon, historisierende Darstellung

Gelon von Syrakus, Tyrann von Gela aus der Familie der Deinomeniden, nutzt einen Hilferuf der Landeigentümer von Syrakus, die von der Bevölkerung vertrieben worden sind, um sich zum Herrscher der Stadt aufzuschwingen. Er überlässt seinem Bruder Hieron I. die Herrschaft über Gela. Er stärkt Syrakus und seine Macht dort durch Umsiedlung der Hälfte der Einwohner von Gela dorthin und baut das Heer und die Flotte aus.

#### Römische Republik
- Quintus Fabius Vibulanus aus dem Patriziergeschlecht der Fabier wird der Überlieferung nach gemeinsam mit Servius Cornelius Maluginensis Cossus aus der Familie der Cornelier Konsul der Römischen Republik.
- Nach übereinstimmenden Quellen wird Spurius Cassius Vecellinus aus der Gens Cassia nach dem Ende seines dritten Konsulats in Rom vor Gericht gestellt, verurteilt und hingerichtet, nachdem er in Verdacht geraten ist, die Alleinherrschaft anzustreben.

#### Perserreich/Ägypten
Der von Psammetich IV. seit dem Vorjahr geführte Aufstand Ägyptens gegen das Achämenidenreich unter Xerxes I. geht weiter.

### Kultur
- Die letzten Werke des athenischen Vasenmalers Onesimos entstehen.

## Geboren
- 490/485 v. Chr.: Gorgias von Leontinoi, griechischer Rhetoriklehrer und Philosoph († um 396/390 v. Chr.)

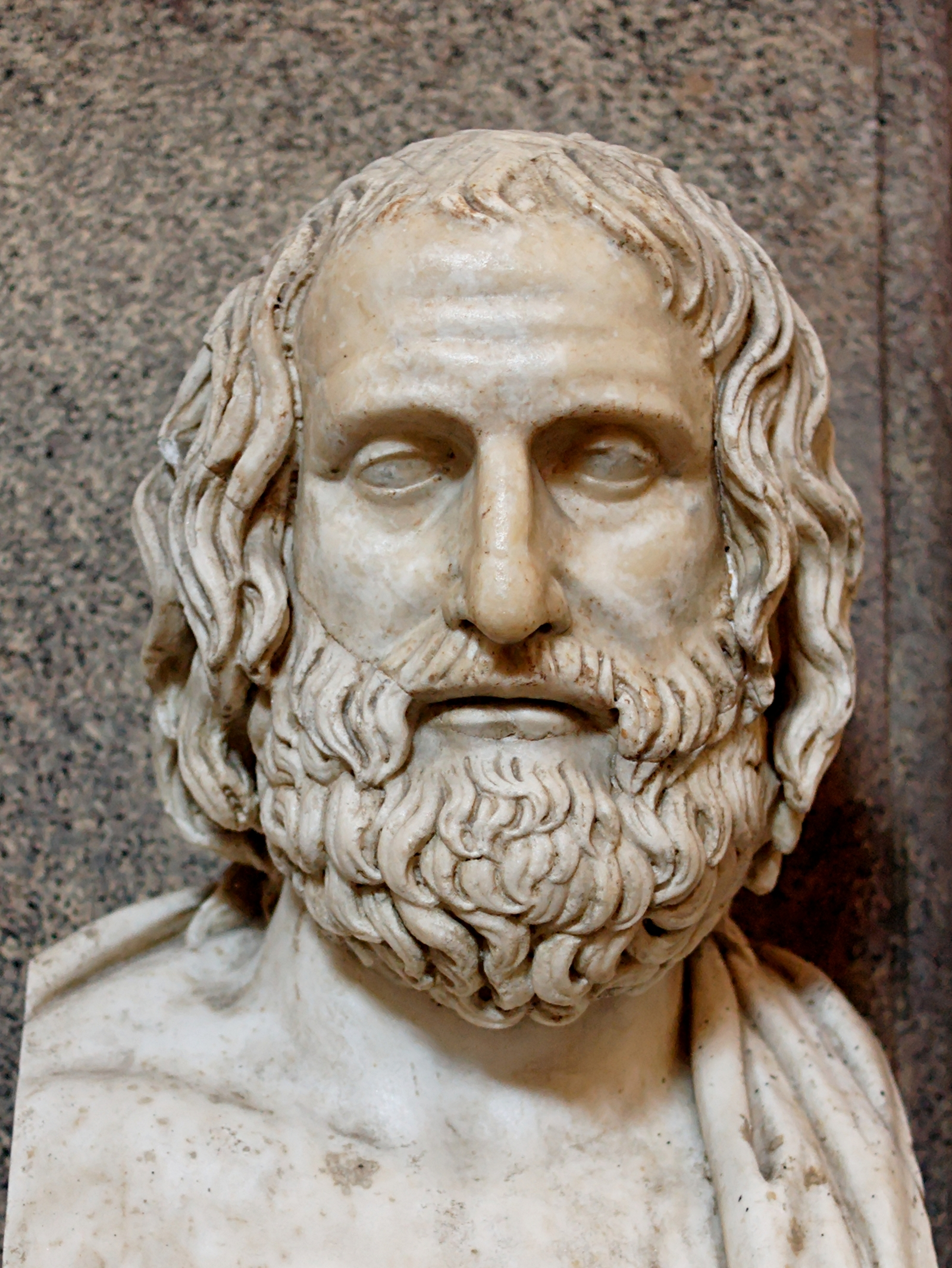
Euripides

- 485/484/480 v. Chr.: Euripides, griechischer Dramatiker, einer der drei großen griechischen Tragödiendichter († 406 v. Chr.)

## Gestorben
- Spurius Cassius Vecellinus, römischer Konsul